# Argonauta argo
Argonauta argo es una especie de molusco cefalópodo de los octópodos y la especie de mayor tamaño del género Argonauta, además de ser la primera en ser descrita. Presenta un brillo azul característico en el primer par de brazos y alrededor de los ojos.

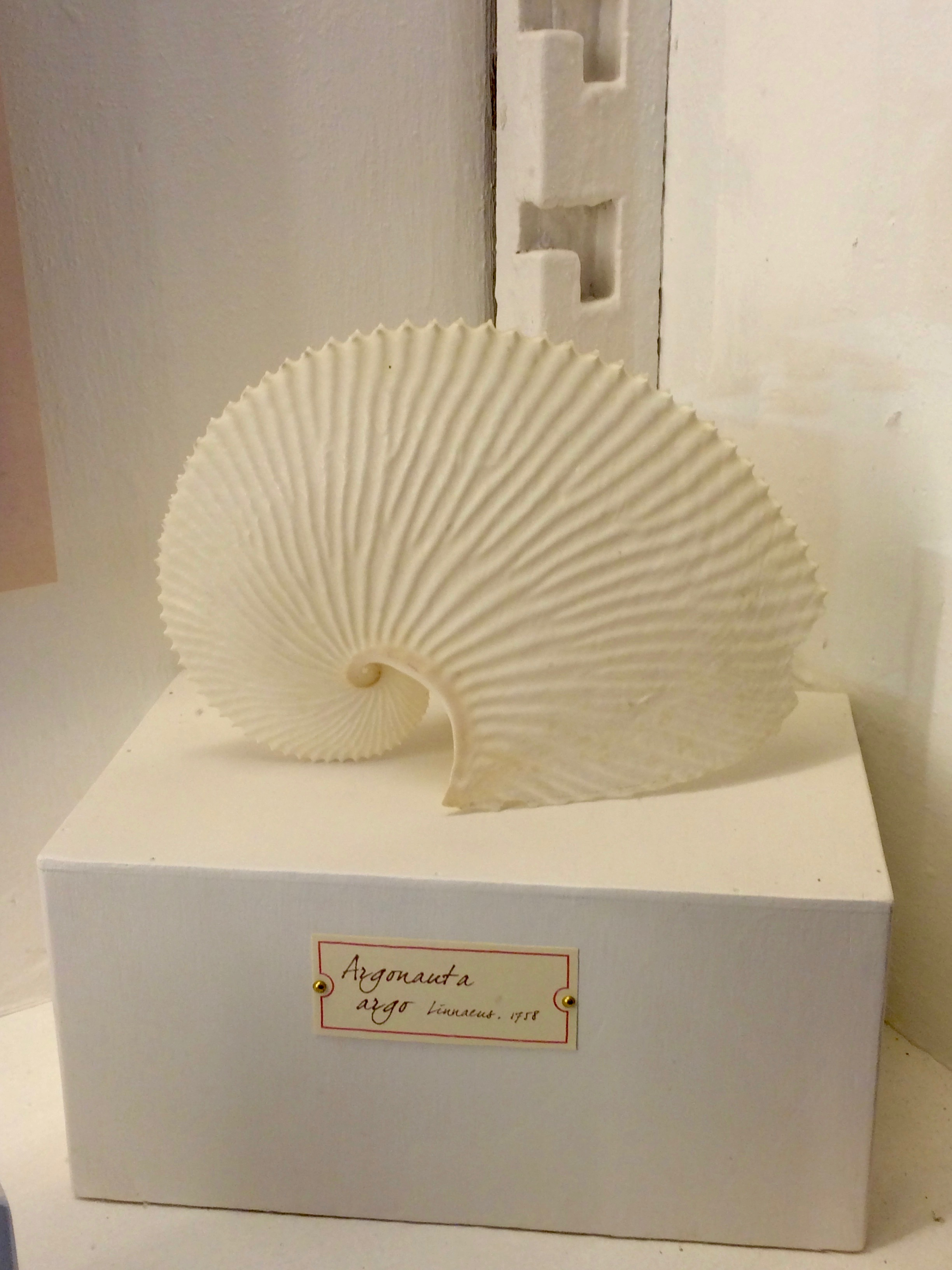
Concha.

Es una especie cosmopolita, viviendo en aguas tropicales y subtropicales de todo el mundo. Se cree que A. argo se alimenta de moluscos pelágicos. Sirve de alimento a numerosos depredadores, habiendo sido encontrada en el contenido estomacal de Alepisaurus ferox, en el suroeste del Pacífico.

## Distribución y hábitat
A. argo es cosmopolita y se encuentra en aguas tropicales y subtropicales en todo el mundo. Existe una forma enana en el Mar Mediterráneo, que se describió como Argonauta argo mediterranea (Monterosato, 1914), aunque este taxón ahora se considera inválido.